# Horst Linowski
Horst Linowski (* 18. März 1933 in Ortelsburg; † 1. Oktober 2003 in Magdeburg) war ein Beteiligter am Volksaufstand vom 17. Juni 1953 und ein Opfer der SED-Diktatur in der DDR.

## Leben
Linowski besuchte die Berufsschule für Metallgewerbe in Magdeburg und war ab 1951 als Kranfahrer in Magdeburg tätig.

### Ereignisse am 17. Juni 1953
Am Tag des Volksaufstandes in der DDR arbeitete er ab 6.00 Uhr im Magdeburger SAG-Betrieb VEB Schwermaschinenbau „Ernst Thälmann“. Um 7.00 Uhr wurde im Betriebsteil die Arbeit niedergelegt. Die Arbeiter hatten über Rundfunknachrichten Kenntnis von Arbeitsniederlegungen am Vorabend durch Bauarbeiter in Ost-Berlin  erhalten. Die Streikenden, unter ihnen auch Linowski, versammelten sich vor dem Werktor und zogen dann zu benachbarten Betrieben, um die dortigen Mitarbeiter ebenfalls zum Streik zu veranlassen. Danach zog man nach Norden in die Magdeburger Innenstadt. Über den Hasselbachplatz ging es zur Straße Am Krökentor im Norden der Altstadt und der dort befindlichen Berufsschule für Metallgewerbe und der Ingenieurschule für Elektrotechnik. Linowski forderte die Schüler der Schulen auf, sich den Streikenden anzuschließen. Nach dem weitere Demonstrationszüge aus den nördlichen Stadtteilen Neue Neustadt und Rothensee eingetroffen waren, zogen die Streikenden nach Süden über die Otto-von-Guericke-Straße zum Gefängnis Sudenburg, wo die Freilassung von politischen Gefangenen gefordert wurde. Etwa um 13.00 Uhr erschienen Panzer der Sowjetischen Armee, die durch einen Steinhagel seitens der Demonstranten empfangen wurden. Es kam zu Maschinengewehrsalven. Dann beruhigte sich die Lage etwas, blieb aber ernst.
Linowski ging gegen 14.00 Uhr zurück zu seinem Betrieb und danach gegen 16.00 Uhr nach Hause zu seiner Mutter. Gegen 19.30 Uhr begab sich wieder auf die Straße. Er zerriss ein Flugblatt der Sowjetischen Militärverwaltung auf dem der Befehl über die Verhängung des Ausnahmezustandes bekannt gemacht wurde. Linowski wurde unmittelbar danach durch einen sowjetischen Soldaten verhaftet, wobei es zu grober Gewaltanwendung kam. Er wurde zunächst in die Enckekaserne gebracht. Es schloss sich eine Fahrt auf einem offenen LKW zu verschiedenen sowjetischen Dienststellen in Magdeburg an, letztlich wurde er gegen 22.30 Uhr an die Deutsche Volkspolizei im Magdeburger Polizeipräsidium übergeben. Gegen 24.00 Uhr wurde er in das benachbarte Gefängnis Sudenburg zur Untersuchungshaft gebracht. Durch eine grobe Behandlung durch einen Bediensteten erlitt er einen Nasenbeinbruch. Eine ärztliche Versorgung erfolgte nicht.

### Verurteilung und Haft
Linowski wurde dann zu einem sowjetischen Vernehmer gebracht. Es folgten diverse lange Vernehmungen sowohl zu Tag- als auch zu Nachtzeiten. Dabei wurde Linowski wiederholt mit der Todesstrafe bedroht. Um die Drohung zu verstärken, wurden ihm Presseberichte vorgelegt, die die Hinrichtung von Alfred Dartsch und Herbert Strauch meldeten. Linowski war in die Untersuchungshaftanstalt der Staatssicherheit gebracht worden, wo er bis zum 24. Juni 1953 verblieb. Er wurde dann gemeinsam mit zwei weiteren Gefangenen zur sowjetischen Zentrale in die Klausener Straße 19 in Magdeburg gefahren. Dort wurde sein Kopf kahlgeschoren. In der Nacht erfolgten mehrere Vernehmungen. Linowski wurde dabei vom sowjetischen Untersuchungsrichter getreten und insbesondere in die Herzgegend geschlagen. Außerdem wurden Zigaretten auf seinem Unterarm ausgedrückt.
Am 4. Juli 1953 wurde Horst Linowski vom sowjetischen Militärgericht beim Truppenteil 92401 wegen Teilnahme am bewaffneten Aufstand zu acht Jahren Arbeitslager verurteilt.
Zunächst kam er dann in das Militärgefängnis in der Potsdamer Maikäferkaserne, am 3. August 1953 wurde er nach Bautzen verlegt. Dort befand er sich zunächst im Block West I, dann in West II. Ab Mai 1955 gehörte er zum Kommando Cunewalde, Betrieb III. Bei den Arbeitseinsätzen erlitt er zwei Arbeitsunfälle. Am 29. November 1960, 6 Monate und 16 Tage vor Ende der Strafhaft, wurde er durch einen Gnadenerlass des Staatsrates entlassen.

### Leben nach der Haft
Linowski nahm eine ihm zugewiesene Tätigkeit als Fräser in der Werkzeugmaschinenfabrik in Magdeburg auf. Er fühlte sich jedoch gemobbt und körperlich überfordert. Er litt an gesundheitlichen Haftfolgen und musste eine Operation vornehmen lassen mit anschließender neunmonatiger Arbeitsunfähigkeit. Bereits im Januar 1961 war er zu einem privaten Unternehmen gewechselt, bei dem er dann als Feinmechaniker arbeitete.
Nach der Friedlichen Revolution in der DDR engagierte er sich in der Erinnerungsarbeit und wirkte als Kreisvorsitzender des Bundes Stalinistisch Verfolgter in seinem Wohnort Magdeburg. Am 4. Januar 1996 wurde er von Russland rehabilitiert und von der Bundesrepublik Deutschland entschädigt.

## Ehrung
Am 3. Juli 2003 durfte er sich in das Goldene Buch der Stadt Magdeburg eintragen.